# 江馬細香
江馬 細香（えま さいこう、天明7年4月4日（1787年5月20日） - 文久元年9月4日（1861年10月7日））は、江戸時代の女性文人（漢詩人・文人画家）。頼山陽・浦上春琴の門人。名は裊（「多保」とも書く）、字は細香、号は湘夢。別号に箕山・緑玉もある。

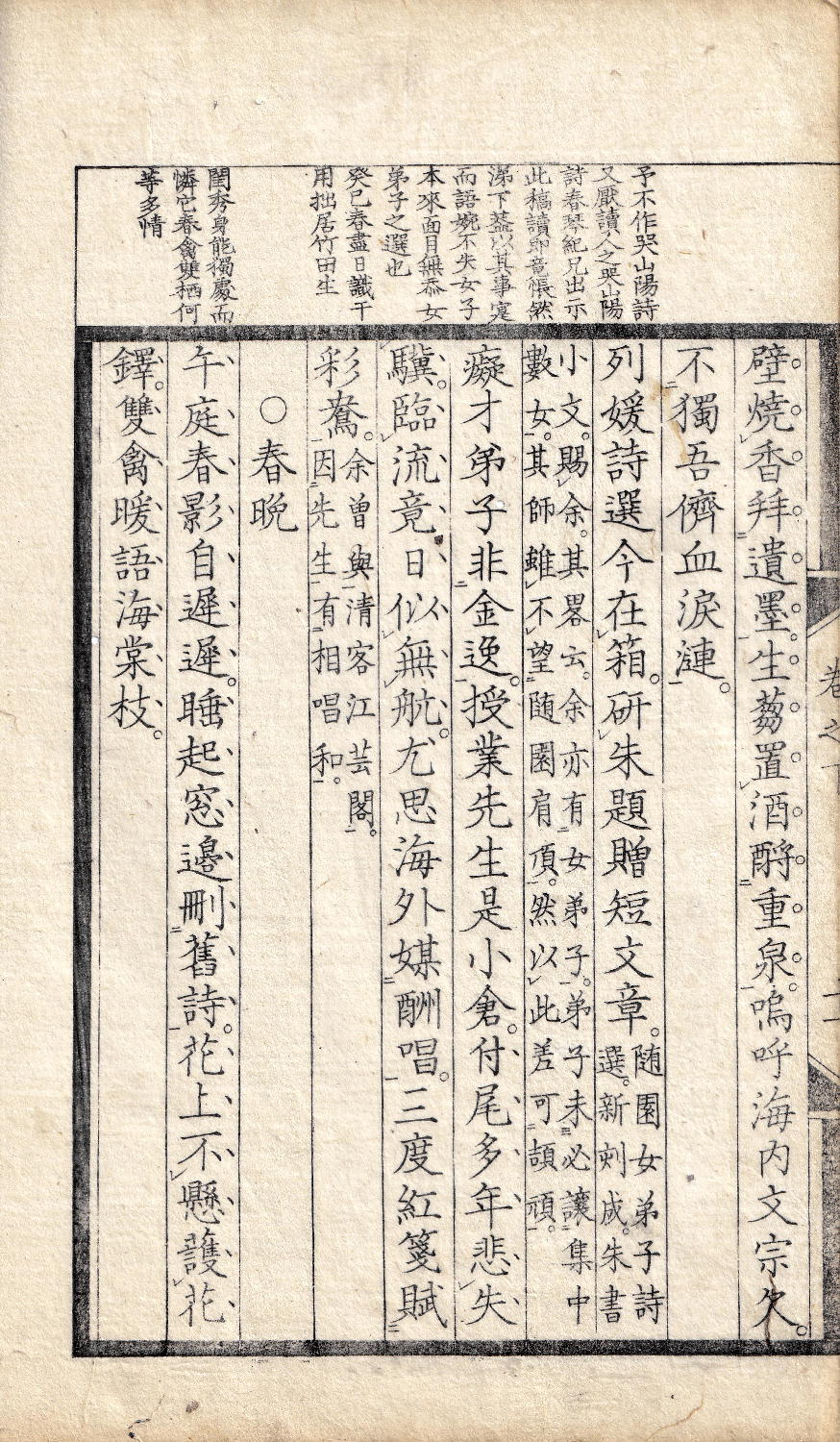
『湘夢遺稿』（明治4年刊本）

## 略歴
天明7年（1787年）5月20日、美濃大垣藤江村に、大垣藩の医師江馬蘭斎の長女として生まれる。少女の頃から画を好み、初め平安（京都）永観堂の僧玉潾に師事して墨竹画を学んだ。
文化10年（1813年）の10月、頼山陽・浦上春琴が大垣に来遊した折りに笑社の社中となり、これより以後は詩を山陽に、画を春琴から学ぶようになる。大垣を離れることが叶わなかった細香は書簡による指導を受け、山陽批正（頼山陽没後は浦上春琴・後藤松陰批正）の詩稿の多くが現存する。
文政初年頃、梁川星巌・梁川紅蘭・村瀬藤城らと詩社「白鷗社」を結成し、弘化年間には「黎祁吟社」、嘉永年間には小原鉄心らと「咬菜社」を結成し、美濃詩壇の中心人物として活躍した。嘉永4年（1851年）に編まれた『黎祁吟社三集』の抄本（冊子）は現存する。
文政4年（1821年）、山陽が書簡にて「十声十影」詩の浄書を依頼し、翌年に上洛した際には「論詩声律集」の浄書もおこなっている。
文政7年（1824年）、村瀬秋水が大垣の江馬家に二日間滞在。秋水の兄であった村瀬藤城と「白鷗社」において詩のやりとりをする一方、弟の秋水とは南宗画について議論する、という社友の交流は生涯続いた。
天保元年（1830年）閏3月13日、山陽が帰郷する細香を琵琶湖畔まで見送り、唐崎松下にて別れた際、「唐崎の松下、山陽先生に拝し別る」詩の尾聯に「二十年中　七度の別れ、 未だ有らず　この別れの尤も説き難きは」（二十年中七度別、未有此別尤難説）と詠じ、山陽は「好箇の短古一篇、今の詩人の作らざる所、亦た解せざる所なり」と評している。この後、山陽は天保3年（1832年）9月23日に53歳で病没した。
天保4年（1833年）の8月に上洛して頼家を弔問し、浦上春琴・小石元瑞・山本梅逸・小田海僊・金子雪操ら社友たちと鴨川の水亭にて観月する。また、この年の冬、社友の貫名海屋が大垣に立ち寄っている。
天保9年（1838年）の正月、頼立斎宅にて社友が集まり、年始の揮毫をする。
天保12年（1841年）、山陽の在世時より社中で話題となった小石元瑞旧蔵の陳曾則筆「坐雨蔵山図」を臨写する。
弘化3年（1846年）5月2日に浦上春琴が病没し、同年8月13日、後藤松陰が浦上春琴の哭詩（「哭春琴画伯」）を批正。
嘉永元年（1848年）、詩社「咬菜社」を作り、細香が社主となる。
安政5年（1858年）、頼三樹三郎（頼山陽の三男）が幕吏に追われ、大垣で小原鉄心や細香がかくまうが、9月2日に梁川星巖が病没して妻の紅蘭と三樹三郎が捕らえられ、翌年の10月に三樹三郎が処刑される。
文久元年（1861年）9月4日、脳出血により没。禅桂寺蘭齋墓の鄰に葬られ、後藤松陰が細香墓誌を書いている。

## 書画（公開作品）
- 「竹石芝蘭図」〔56歳〕（個人蔵）[13]
- 「雪圧銀梢図」〔43歳〕
- 「凌波僊子図」〔47歳〕[14]
- 「竹窓聴風図」〔59歳〕
- 「叢竹詩意図」〔66歳〕
- 「清伴詩意図」〔66歳〕
- 「漁村夕照図」〔67歳〕
- 「裊裊腰枝図」〔72歳〕
- 「幽谷蘭竹図」〔72歳〕[15]
- 「雪中梅花図」〔73歳〕
- 「山高水長図」〔73歳〕

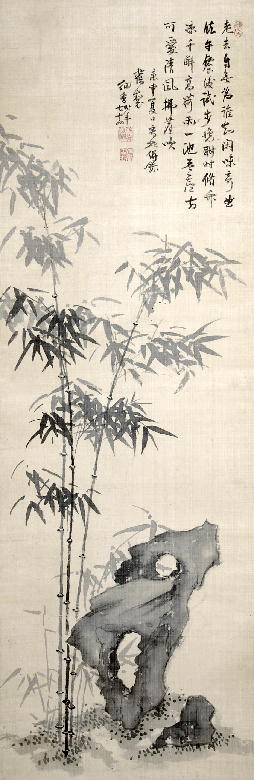
江馬細香「墨竹図」（74歳作）

- 「琴客訪王図」〔73歳〕（以上文人画研究会蔵）[16]

## 著作および影印
- 江馬細香撰『湘夢遺稿』二巻二冊（1871年）
- 徳富蘇峰序・解説／木崎好尚校注『山陽先生朱批 細香女史詩稿』（民友社 1928年）
- 復刻版『湘夢遺稿』二巻二冊（大垣市文化財協会 1960年）
- 富士川英郎編『詩集日本漢詩 第15巻 湘夢遺稿』（汲古書院 1989年12月）
- 江馬寿美子原本所蔵／小林徹行解題／江馬細香著『山陽先生批点湘夢詩草』（汲古書院 1997年7月）

## 選録本詩集
- 菊池五山編『五山堂詩話』[17]巻五：曉起・冬夜
- 水上珍亮編『日本閨媛吟藻』（1880年刊）上巻：曉起・冬夜・讀源語二首・画山水・觀花於嵐山・謝寛齋先生見惠折枝牡丹花
- 清・兪樾撰『東瀛詩選』（1883年刊）巻四十：所収詩27首
- 湖山居士手録『湖山楼詩屏風』三集（1886年刊）：題自畫・惜春・冬夜・

## 小説・伝記
- 南條範夫『細香日記』（講談社、1981年 のち文庫化） [18]
- 門玲子『江馬細香 化政期の女流詩人』（旧版、卯辰山文庫 1979年11月／改訂版、藤原書店 2010年8月）[19]